# Renown Sports Club
Maillots
Le Renown Sports Club, plus couramment abrégé en Renown SC, est un club srilankais de football fondé en 1960 et basé à Kotahena, quartier de Colombo, la capitale du pays.

## Histoire
Fondé à Colombo en 1960 par la compagnie Peeris Brothers, il compte dix titres nationaux : quatre titres de champion du Sri Lanka et six Coupes du Sri Lanka. C'est l'un des meilleurs clubs du Sri Lanka des années 1980 et 1990, où il se forge l'essentiel de son palmarès.
Ses titres de champion ont permis au club de participer à deux reprises aux compétitions continentales organisées par l'AFC : une fois en Coupe des Coupes et une fois lors de la Coupe du président de l'AFC 2010, sans obtenir de résultats probants.

## Palmarès
| Compétitions nationales | Compétitions internationales            |
| --- | --------------------------------------- |
| - Championnat du Sri Lanka (4) : - Champion : 1990, 1993, 1994 et 2009. - Vice-champion : 1999, 2013, 2015, 2016-17 et 2017-18. - Coupe du Sri Lanka (6) : - Vainqueur : 1987, 1989, 1990, 1994, 1995 et 2003. - Finaliste : 1984, 1985, 1986, 1996, 1999, 2004 et 2015-16. | - Coupe POMIS (1) : - Vainqueur : 1987. |

## Entraîneurs du club
- Mohamed Rajendran

### Liens
- Championnat du Sri Lanka de football
- Fiche du club sur le site soccerway